# Hyundai ix55
Le iX55 est un SUV du constructeur automobile coréen Hyundai, connu aussi sous le nom de  Veracruz en Amérique du Nord et en Corée du Sud. Il est lancé en 2006 dans son pays d'origine, en 2007 sur le sol américain et début 2009 en Europe.
Il fait office de  remplaçant au vieillissant Terracan qui a pris sa retraite en 2007, et, du fait de sa taille et de son image haut-de-gamme, le place au-dessus du Santa Fe.

## Historique

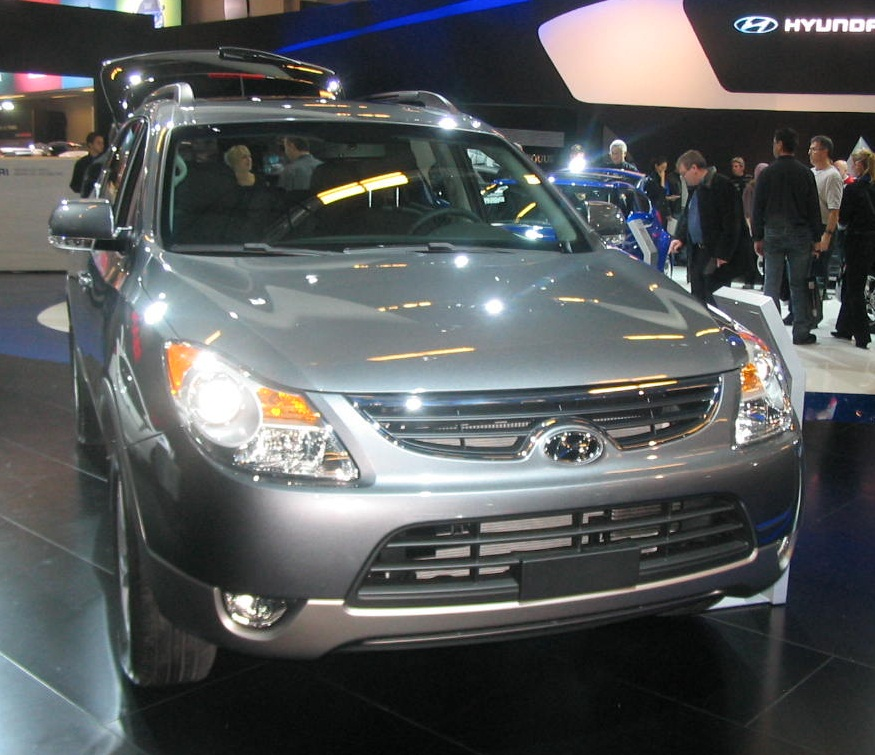
Hyundai Veracruz 2012 photographiée à Montréal, Québec, Canada, au Salon international de l'auto de Montréal 2012.

### Hyundai Veracruz (2006–2012)
Le Hyundai Veracruz a été présenté début 2006 et est commercialisé depuis octobre de la même année. Il remplace le Terracan tout en affichant davantage de prétentions routières et de confort.
Dans la lignée du Tucson et Santa Fe, autres SUV de la gamme qui reprennent le nom de villes du sud des États-Unis, Hyundai a baptisé ce SUV en hommage à l'état homonyme de l'est du Mexique.
Il est proposé en Amérique du Nord uniquement avec le bloc essence V6 de 3,8 litres en version deux ou quatre roues motrices. En ce qui concerne la Corée du Sud, le modèle est aussi bien disponible en version essence que diesel et avec une transmission intégrale optionnelle.

### Hyundai ix55 (2009–2013)
Hyundai a présenté officiellement la version européenne de son Veracruz lors du Salon de Moscou en août 2008 puis au Mondial de l'automobile de Paris à l'automne suivant, quelques semaines après avoir fait découvrir au public français la version originale à Val-d'Isère.
En Europe, le ix55 est doté du premier V6 diesel de Hyundai développant 240 cv pour 451 N m de couple. Celui-ci est couplé de série à une transmission intégrale et une boîte automatique à six vitesses.

## Motorisations
|                                       | 3.0 V6 CRDi,                                                                  | 3.0 V6 CRDi,                                                                  | 3.8 V6                         |
| ------------------------------------- | ----------------------------------------------------------------------------- | ----------------------------------------------------------------------------- | ------------------------------ |
| Disponibilité                         | 05/2009–11/2011                                                               | 11/2011–fin                                                                   | début–fin                      |
| Code moteur                           | S (D6EA)                                                                      | S (D6EA)                                                                      | Lambda (G6DA)                  |
| Caractéristiques                      |                                                                               |                                                                               |                                |
| Type de moteur                        | V6 diesel                                                                     | V6 diesel                                                                     | V6 essence                     |
| Alimentation                          | Turbo à géométrie variable et intercooler, injection directe à rampe commune. | Turbo à géométrie variable et intercooler, injection directe à rampe commune. | Atmosphérique                  |
| Cylindrée                             | 2 959 cm3                                                                     | 2 959 cm3                                                                     | 3 778 cm3                      |
| Puissance maximale                    | 176 kW (239 ch) à 3 800 tr/min                                                | 184 kW (250 ch) à 3 800 tr/min                                                | 191 kW (260 ch) à 6 000 tr/min |
| Couple maximal                        | 451 N m à 1 750-3 500 tr/min                                                  | 471 N m à 1 750-3 500 tr/min                                                  | 348 N m à 4 500 tr/min         |
| Transmission                          |                                                                               |                                                                               |                                |
| Transmission, série                   | Intégrale                                                                     | Intégrale                                                                     | Traction                       |
| Transmission, option                  | —                                                                             | —                                                                             | Intégrale                      |
| Boîte de vitesses, série              | Automatique 6 rapports                                                        | Automatique 6 rapports                                                        | Automatique 6 rapports         |
| Mesures                               |                                                                               |                                                                               |                                |
| Vitesse maximale                      | 200 km/h                                                                      | 205 km/h                                                                      | 190 km/h [190 km/h]            |
| Accélération 0–100 km/h               | 10,4 s                                                                        | 9,2 s                                                                         | 8,1 s [8,3 s]                  |
| Consommation par 100 km (cycle mixte) | 9,4 l, diesel                                                                 | 7,6 l, diesel                                                                 | —                              |
| Émissions de CO2 (cycle mixte)        | 249 g/km                                                                      | 199 g/km                                                                      | —                              |
| Norme d'émission                      | Euro 4                                                                        | Euro 5                                                                        | —                              |
| Capacité du réservoir                 | 78 litres                                                                     | 78 litres                                                                     | 78 litres                      |

## Galerie photos

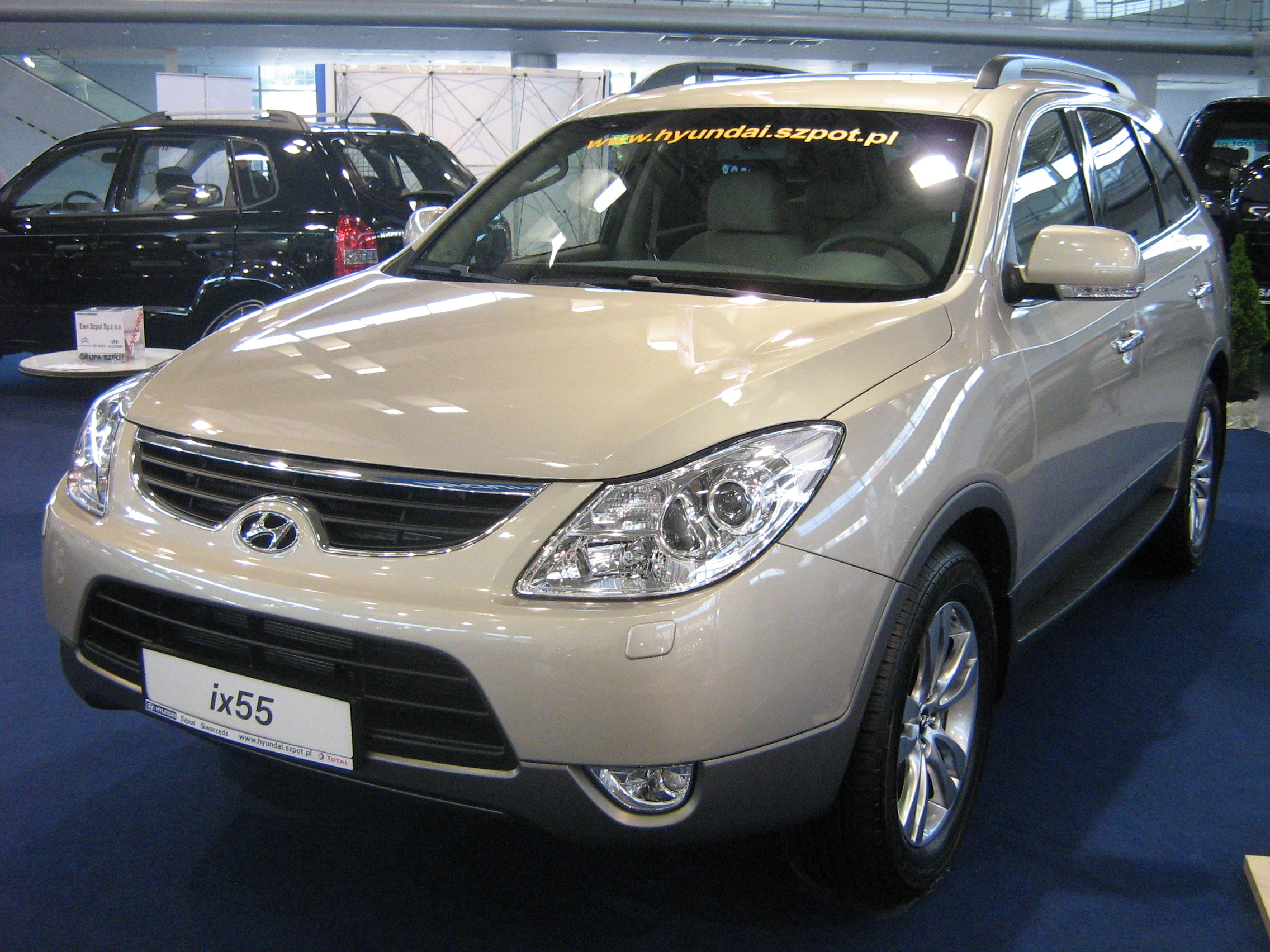
ix55 : avant
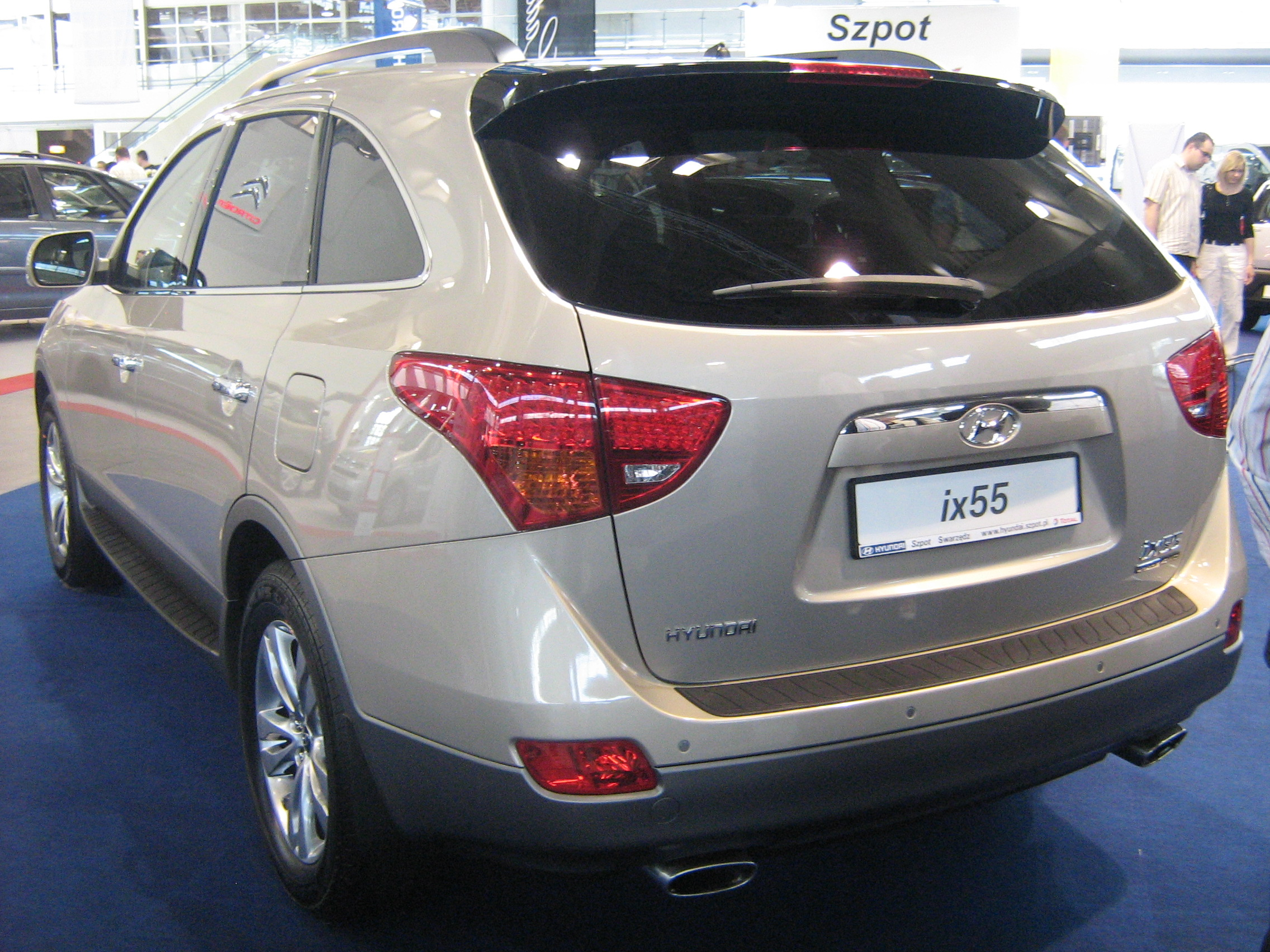
ix55 : arrière
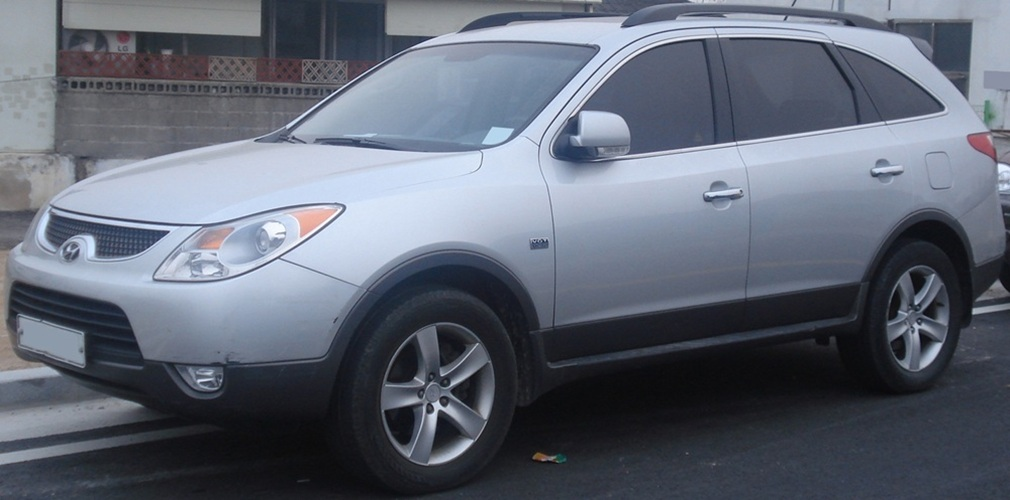
Veracruz : 3/4 avant
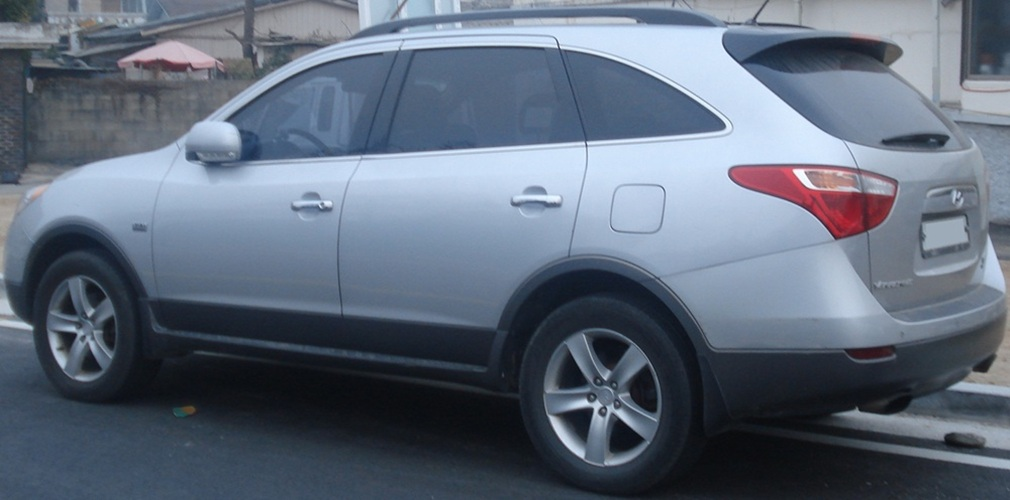
Veracruz : 3/4 arrière

## Ventes

### Corée du Sud[6]
| Année | Ventes | Diff.        |
| ----- | ------ | ------------ |
| 2006  | NC     |              |
| 2007  | 38 322 |              |
| 2008  | 11 622 | −69,7 %      |
| 2009  | 11 922 | +2,6 %       |
| 2010  | 9 643  | −26,5 %      |
| 2011  | 7 528  | −21,9 %      |
| 2012  | 4 076  | (sur 7 mois) |
| Total | 83 113 |              |

### États-Unis
| Année         | Ventes | Diff.                |
| ------------- | ------ | -------------------- |
| 2007          | 12 589 |                      |
| 2008          | 11 004 | - 12,6 %             |
| 2009          | 10 210 | - 7,2 %              |
| 201           | 8 741  | - 14,4 %             |
| 2011          | 9 146  | + 4,6 %              |
| 2012 (7 mois) | 5 153  | - 0,2 % (sur 7 mois) |
| Total         | 56 843 |                      |

### France
| Année  | 2008 | 2009 | 2010 | 2011 | 2012 | Total |
| ------ | ---- | ---- | ---- | ---- | ---- | ----- |
| Ventes | 24   | 285  | 167  | 109  | 70   | 655   |

### Europe[13]
| Année         | Ventes | Diff.     |
| ------------- | ------ | --------- |
| 2008          | 99     |           |
| 2009          | 1 961  | +1880,8 % |
| 2010 (7 mois) | 1 009  |           |
| Total         | 3 069  |           |